# Marc Lièvremont

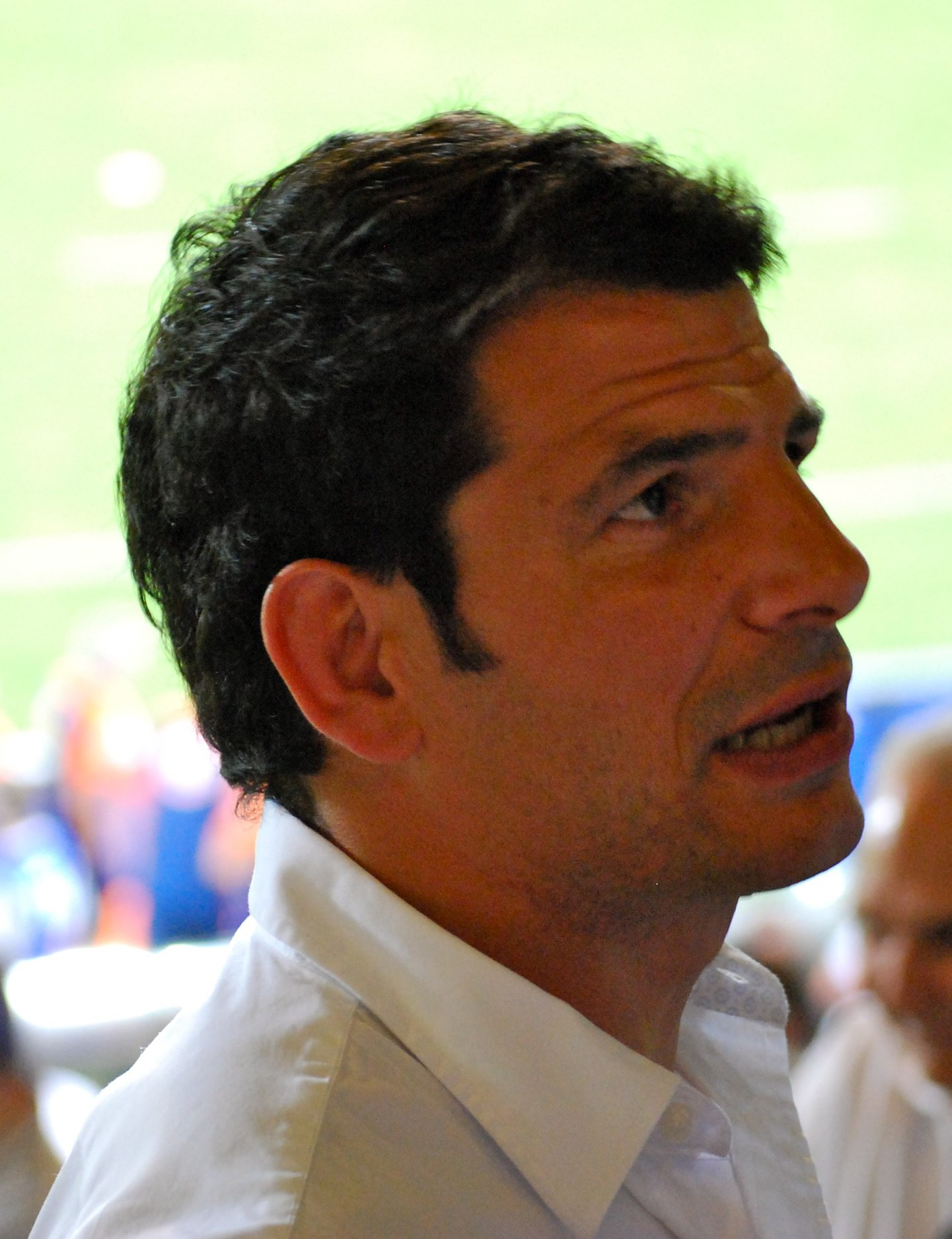

Marc Lièvremont (Dakar, 28 de outubro de 1968) é um ex-jogador e atualmente técnico de rugby francês nascido no Senegal.
Como jogador, disputou 25 jogos pela Seleção Francesa, entre 1995 e 1999, ano em que foi vice-campeão da Copa do Mundo (ao lado do irmão Thomas). Aposentou-se em 2002 e logo se tornou técnico da equipe sub-21 dos Bleus. Depois, passou pelo Dax, onde logrou acesso ao Top 14 em 2007. Neste mesmo ano, após a Copa do Mundo, foi escolhido para dirigir o selecionado principal da França. Na Copa de 2011, esteve perto de um título inédito após uma campanha irregular, mas foi novamente vice.